# 球電

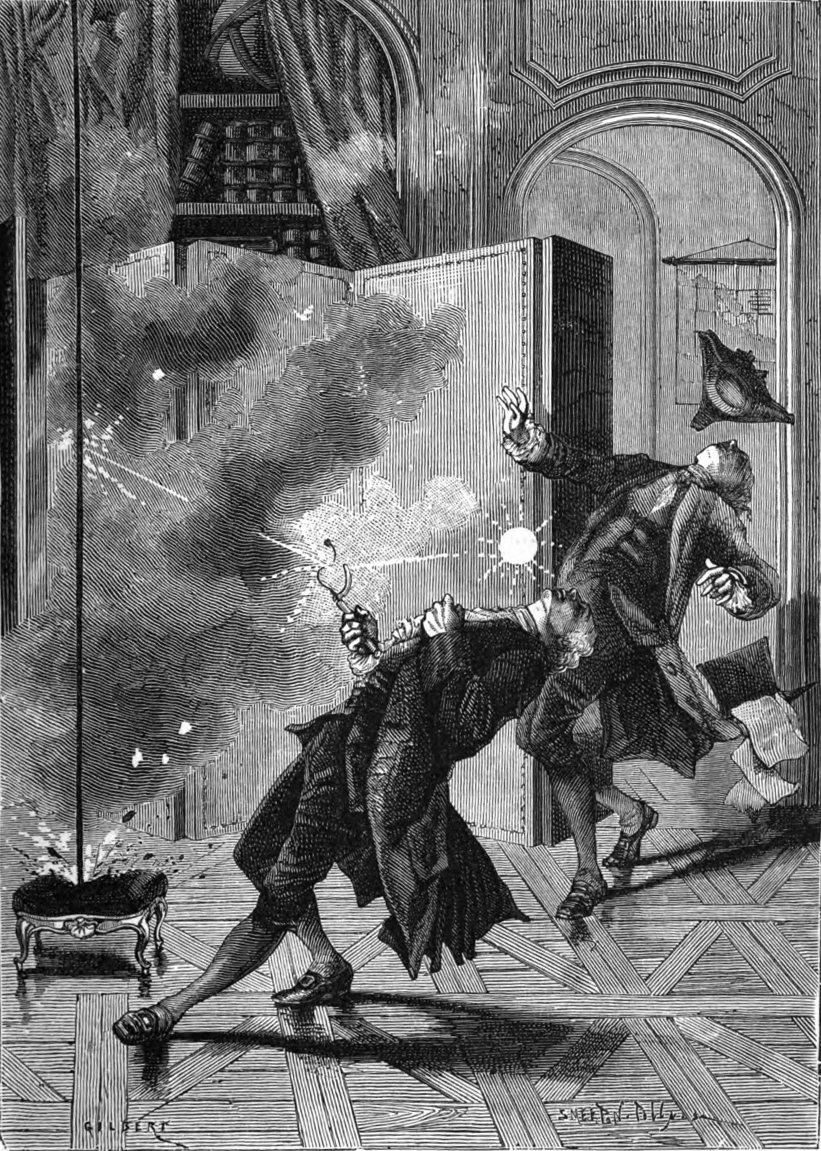
ゲオルク・リヒマンを直撃した球雷を描いた絵

球電（きゅうでん、ドイツ語: Kugelblitz、英語: Ball lightning）は、大気中を帯電し発光する球体が浮遊する物理現象、あるいはその球体そのものを指す。球雷とも呼称される。

## 概要
| 球電はどうやって生じるのか |

目撃例の多くは、赤から黄色の暖色系の光を放つものが多いとされている。大きさは10 - 30センチメートルくらいのものが多いが、中には1メートルを超えるものもある。また、移動中に磁性体に吸着する、送電線などの細い金属を熱で蒸発させるなどの特異な性質をもつ。大抵は雷雨の時に現れているが、全く風雨の無い状況での目撃例も存在する。その場合、20 - 30キロメートルほど遠方で落雷が起きていることが多い。発生原理には古典電磁気学を用いたものから量子力学によるもの、単なる眼の錯覚として球電の存在を否定する主張など諸説あり、近年では実験室での生成やビデオ撮影が行われ解析が行われているが、2021年現在は未だ発生や作用原理の証明まで至っていない。

## 目撃例
- 1271年、日蓮は幕府や諸宗を批判した罪で、腰越龍ノ口刑場で処刑されかけるが、江ノ島の南東から月のように光る物体が北西へと飛び、太刀取や兵が恐れてしまい処刑が断念された。
- 1753年8月6日、ドイツの物理学者ゲオルク・ヴィルヘルム・リヒマンがサンクトペテルブルクで雷の実験中に窓から飛来した球雷に直撃され死亡している。
- ニコラ・テスラは1904年3月5日付けの『Electrical World and Engineer』[2]で球電について触れている。
- また日本では2004年の夏頃に、福岡県久留米市上空で青系列の球電が目撃されている。そのとき同地では雷雨による大規模停電が発生していた。
- 2006年2月、イスラエルのテルアビブ大学がマイクロ波を用いた球電の生成装置の開発に成功[3]。
- 2014年1月、蘭州市にある西北師範大学（中国語版、英語版）の科学者らが2012年7月に中国の青海高原で行った雲対地雷の研究中に起こった自然の球雷と考えられるものの光スペクトルの記録の結果を発表した[4][5]。900 m (3,000 ft)の距離で、通常の雷が地面に当たった後の球雷の形成からその現象の光減衰までの合計1.3秒の球電のデジタルビデオとそのスペクトルが作成された。記録された球電は大気中で急速に酸化する蒸発した土壌成分であると考えられている。真の理論の本質はまだ明らかになっていない[5]。
- 2014年7月、中国の湖南省の養豚場で球電により170頭の豚が感電死する被害が出る[6]。
- 2014年12月15日、ローガンエアー6780便に落雷が直撃する直前に客室内で球電が観測された[7]。